# Ratz (série télévisée d'animation)
Pour les articles homonymes, voir Ratz.
Production
Diffusion
Ratz est une série télévisée d'animation franco-canadienne en 52 épisodes de 11 minutes, créée par Monsieur Z et Stéphane Melchior. Elle a été diffusée entre le 21 septembre 2003 et le 11 novembre 2003 sur France 3 dans les émissions T O 3, France Truc et Toowam. Par la suite, la série est rediffusée sur Canal J, Gulli et sur Boing. Au Québec, la série fut diffusée sur Télétoon le 7 mars 2003,,. Elle est diffusée depuis le 25 mars 2020 sur le service de streaming Netflix.

## Synopsis
La série met en scène les aventures fantastiques et humoristiques de deux rats anthropomorphes nommés Razmo et Rapido (doublés par le duo de comédiens Éric et Ramzy).
Les aventures se déroulent à bord d'un navire marchand de l'apparence d'un vraquier. Équipé d'une superstructure, le navire comprend une cale (là où est stockée la majorité des marchandises, dont du fromage) et une salle des machines. Il est dépourvu de grue. L'entrée a lieu au niveau de la coque. En dehors des pièces occupées par Razmo et Rapido, on peut noter la cuisine, la chambre du capitaine, le réfectoire ou la passerelle. Les hublots, le pont et les conduites de ventilation sont les autres parties usitées et visibles dans les aventures. Le schéma exact du navire est inconnu. Sa taille semble importante au regard de la cale. Tous les autres navires croisés au cours des épisodes sont du même acabit.
Les deux rats se confrontent souvent à l'équipage du cargo dans lequel ils ont élu domicile, et protègent leur cargaison de fromages. Tous les deux sont fans de vitesse et s'embarquent souvent dans des rapides courses à bord de leurs rat-boards. Au fur et à mesure des épisodes, Rapido et Razmo rencontrent des personnages divers et variés.

## Production
La série est l'aboutissement d'un projet porté par Jingle dirigé par Jean-Yves Raimbaud (principalement connu pour Les Zinzins de l'espace et Oggy et les Cafards), en collaboration avec le dessinateur Ptiluc, nommé au départ Rat's avec un s. Ce projet initial n'a pas pu aboutir à cause de la faillite des studios.
Ratz n'est pas l'unique incursion du tandem Éric et Ramzy dans l'univers du dessin animé. En 2007, ils ont partagé l'affiche de Moot-Moot, dont la première diffusion a été sur Canal+,. Les deux séries sont toutes les deux réalisées par François Reczulski.

## Fiche technique
- Titre : Ratz
- Création : Monsieur Z
- Réalisation : François Reczulski
- Création de personnages additionnelles : Thierry Gérard (Gezman)
- Direction des décors : Richard Despres
- Musique : Hervé Lavandier
- Production : Marc du Pontavice
  - Production déléguée : Marc du Pontavice
  - Production exécutive : Aziza Ghalila
  - Coproduction déléguée : Paul Cadieux
- Sociétés de production : Xilam, France 3 et Tooncan Productions Inc.
- Direction de l'animation : Williams Le Metayer
- Studio d'animation : Big Star Enterprise, Toutenkartoon
- Pays d'origine :  France et  Canada
- Langues originales : anglais, français
- Genre : comédie
- Dates de première diffusion :
  -  Québec : 7 mars 2003
  -  France : 21 septembre 2003
- Durée : 11 minutes

## Distribution française
Direction de doublage : Colette Venhard
- Éric Judor : Razmo
- Ramzy Bedia : Rapido
- Sylvia Bergé : Svetlana
- Gérard Rinaldi : le capitaine et voix additionelles
- Emmanuel Garijo : Benny et voix additionnelles
- Marc Saez, Christian Pelissier, Edgar Givry, Hervé Jolly, Éric Legrand, Olivier Podesta, Max André, François Siener, Michel Elias : voix additionnelles

## Épisodes

### Diffusion internationale
En France, Ratz diffusée entre le 21 septembre 2003 et le 11 novembre 2003 sur France 3 dans les émissions T O 3, France Truc et Toowam. Par la suite, la série est rediffusée sur Canal J, Gulli et sur Boing.
La série a également été diffusée sur des chaînes de télévision internationales incluant Disney Channel (Royaume-Uni), Mediaset, Boing, Premium Play sous le titre Ratti matti (Italie), Animania (Australie) et Cartoon Network (Amérique latine).
Au Québec, la série fut diffusée sur Télétoon,.
Elle est diffusée depuis le 25 mars 2020 sur le service de streaming Netflix.

## Univers

### Razmo
Razmo est un petit rat rondouillard en combinaison bleue de mécanicien, expert en mécanique, qui a inventé les rat-boards. Il est nettement plus intelligent que Rapido mais manque cruellement de confiance en lui, comme dans l'épisode 42 (où il fabrique une machine pour savoir pourquoi il manque de confiance en lui), le rendant gauche et fragile. Parfois lucide et pragmatique, Razmo peut être un artiste rêveur, touchant et naïf. Il stresse facilement et devient vite paranoïaque lorsqu'il croit que Rapido a volé le fromage dans l'épisode Cheese Connection alors que c'est Benny et Svetlana qui voulaient le vendre à une mafia locale. Sa rat-board est plus petite et plus rapide que celle de Rapido grâce à un boulon en titane rouge trempé à l'uranium dans l'épisode Le boulon manquant ; elle possède pour motif une série de bandes bleues, beiges et brunes imbriquées et peut faire marche arrière. Il fait une apparition dans Les Zinzins de l'espace (épisode Des plumes dans la prairie), Bud prend son apparence lors de l'utilisation du SMTV (Gorgious est aperçu en Oggy). Razmo aime les souris (comme mentionné dans le générique de fin). Rapido le surnomme souvent Raz. Razmo a aussi plusieurs sœurs, dont une lapine bleue qu'il n'avait pas vu depuis deux ans. Dans certains épisodes, Razmo dit « Hasta la Mitchou ! », une parodie de la réplique « Hasta la vista, baby » de Terminator.

### Rapido
Rapido est un grand rat habillé d'un pantalon noir, d'un tee-shirt blanc et d'une veste rouge. Lui est prétentieux, égocentrique, séducteur, frondeur, mais peureux. Il contredit sans cesse son partenaire. Malgré tout, il possède une pointe de bon sens contrairement à Razmo. C'est un pilote émérite. Il est aussi le personnage ayant le plus de succès auprès de la gent féminine, ce qui n'arrange rien avec Razmo. Ils n'arrêtent pas de se chamailler mais sont quand même les meilleurs amis du monde, bien que dans certains épisodes il peut être considéré comme un antagoniste ex: le chant des sirènes, où il essaye d'empêcher razmo de prendre des échantillons des sirènes pour être plus beau et fort que lui. Dans bon nombre d'épisodes, Rapido dit être le propriétaire de la quasi-totalité de affaires des rats, plus particulièrement la télévision, la baignoire, le canapé et même la cargaison de fromage. Autre différence avec Razmo : dès qu'un étranger embarque sur le bateau, Rapido veut immédiatement s'en débarrasser sans même chercher à sympathiser, n'hésitant même pas à prendre la décision à surtout pas faire qui consiste à se servir de l'équipage. Sa rat-board est plus grande que celle de Razmo mais elle est plus lente et peut faire aussi marche arrière (Sérénade à trois). Elle présente comme motif une flamme rouge. Rapido se moque de Razmo qui aime les souris, alors que son doudou en est une. Il est possible que Rapido soit daltonien, car dans l'épisode Le chant des sirènes, il ne connait même pas la couleur de sa veste (Ce n'est pourtant pas le cas dans Rapido contre Looping où il reconnaît qu'elle est rouge). Dans l'épisode Fromage à gogo, il peut tout de même avoir des coups de génie, car il noue les fils du moteur utilisant du fromage comme carburant et le transforme en machine qui fabrique des fromages ou encore dans Le boulon manquant où il visse un boulon en titane dans la chaudière afin d'empêcher le bateau de sombrer (seulement, il a failli faire exploser le cargo) ou bien dans l'épisode Chasse au Trésor où il déchiffre un message menant à un trésor (croyant que Razmo avait caché un trésor alors qu'il s'agissait en fait d'une farce pour le forcer à faire le ménage, Rapido aurait une véritable crise de destruction avant de trouver le véritable trésor).

### Équipage
- Benny : C'est le cuisinier du bateau et il est d'origine asiatique[8]. Bien qu'il ait étudié la cuisine, étant donné que dans les cales du bateau il n'y a que du fromage, il ne prépare que des plats à base de cet ingrédient, même s'il lui arrive aussi de cuisiner des sushis et des soufflés, ou encore d'autres plats un peu plus douteux. Il est allergique aux produits laitiers. Il a aussi des talents de ninja. Son comportement frise généralement la stupidité, et il complote souvent avec Svetlana contre le capitaine pour lui jouer des tours. Il lui arrive également de jeter son dévolu culinaire sur certains passagers clandestins ou « invités » (une poule, des grenouilles, un bouledogue, voire un pingouin).
- Svetlana : Ancienne Miss Monde, très grande et très massive, elle travaille depuis des années au service du capitaine en tant que mécanicienne. Son accent très typé suggère une origine slave. Au fil des épisodes, elle fait souvent allusion à un certain Grégorovitch. Elle est dotée d'une force herculéenne qui lui permet de porter quasiment n'importe quel objet. Elle déteste le fromage[8] et porte des chaussures à talons.
- Le Capitaine : Kazimir de son vrai nom[9]. Grand amateur de golf, ce vieux capitaine écossais à la barbe blanche est le seul à connaître les diverses destinations de son bateau. On apprend dans l'épisode Une perle rare qu'il a gagné son premier trophée de golf en 1912, ce qui suggère qu'il est vraiment vieux[8]. Cependant, d'après Benny, dans l'épisode L'année du rat, en voulant consulter son signe astrologique chinois, on apprend que le capitaine serait né en 1937.

Les trois personnages partagent une même obsession : faire fortune.

### Personnages secondaires
- Looping : c'est le rival de Rapido. Il ressemble à deux gouttes d'eau à ce dernier, sauf que Looping porte une veste bleu ciel et des lunettes de soleil, a des cheveux roux, et contrairement à Rapido et Razmo, il n'a pas une marque bleue qui entoure ses yeux. Dans l'épisode 7, il affrontera Rapido dans une course de rat-board. Looping est plus prétentieux et narcissique que Rapido. Sa mallette est en réalité un magnifique vaisseau qui peut se transformer en « super-mixeur ». Finalement, c'est Rapido qui gagnera la course, mais leurs rat-boards sont totalement détruites.
- Le bouledogue[4] : c'est un gros chien violet qui apparaît dans Le cargo stoppeur. Il a voulu aller à Hawaï avec une simple bûche (il a passé 45 jours en mer). Rapido le provoquera (il lui crie au mégaphone « C’est pas notre genre de ramasser les clochards alors tu vas gentiment dégager ton sale derrière plein de puces qui nous barre la route ! »). Razmo et lui montèrent alors dans un « chien-chien » robot que Razmo a construit afin de permettre à l'équipage de punir le bouledogue puis de s'en débarrasser. Le plan avait marché, mais le bouledogue faisait pitié à Razmo, il le détache à condition qu'il ne les tue pas.
- Jordy : c'est le neveu du capitaine, il apparaît dans l'épisode Les grandes manœuvres. Il a voulu démasquer Rapido et Razmo et le prouver à son oncle. Finalement, il sera de corvée de nettoyage du cargo (il avait montré un croquis du capitaine tout nu que Razmo a dessiné). Les deux rats se vengent en tirant avec un canon à guano sur le pont du bateau afin de maintenir Jordy occupé à nettoyer, le jugeant trop dangereux.
- La souris : elle apparaît dans l'épisode Panique à bord. C'est une souris verte qui arbore un tutu rose et est tout le temps stressée. Elle se réfugie dans le cargo pour pouvoir échapper à un monstre. Mais il s'avère que c'est elle le monstre, car elle est lycanthrope (Rapido et Razmo se trompent dans la prononciation du mot). Razmo lui fabrique alors une armure pour la protéger de la pleine lune.
- Ned[4] : C'est un singe ami de la souris dans Panique à bord, il a le poil marron et porte une chemise hawaïenne.
- Ratman : l'alter-ego de Rapido dans l'épisode La légende de Ratman. Il porte une armure orange faisant penser à celle d'Iron Man. Comme Rapido, Ratman est prétentieux et ne cesse de se complimenter sur sa propre bande dessinée. La fin de l'épisode nous révèle que Ratman n'existait en fait que dans le rêve de Razmo tombé dans le coma après s'être pris sur la tête une rat-board qu'il réparait.
- Razman : alter-ego que Razmo s'invente dans le même épisode pour faire concurrence à Ratman. Il porte un déguisement de superhéros quelconque et est équipé d'une rat-board transformée façon Batmobile ou Batwing. Tout comme Ratman, ce n'était qu'une partie du rêve de Razmo.
- Steve: c'est l'ordinateur de bord qu'a fabriqué Razmo sur sa rat-board et sur celle de Rapido dans Stop. Il est très à cheval sur la sécurité et n'hésite pas à ligoter Rapido lorsqu'il tape sur la rat-board. Il sera finalement désactivé par Razmo.
- Roger : l'antagoniste principal de l'épisode Les parrains. C'est une mouette qui tentera de s'approprier les œufs de Rosine la tortue afin de les manger. Malheureusement pour lui, il sera englué par une fondue et Razmo sera obligé de le plumer. Il fera une caméo dans l'épisode Pour Ernest, où il dira au ver luisant qu'il adore les attractions.
- Camanetti : le joueur no 13 des « Bleus-Ciel », l'équipe de cheese-ball préférée de Rapido. C'est un véritable étourdi et a tout le temps besoin d'aller aux toilettes. Il dit ne pas digérer les olives vertes.
- Lionel : une moule qui d'après lui serait une « langouste né dans une coquille ». Il volera la carapace d'un certain Frank et se fait passer pour un psychologue des stars qui va tenter de remonter la confiance de Razmo. Il va le manipuler afin qu'il assassine Rapido, mais son plan échouera et il sera embarqué par les policiers.
- Bruce Louis et Abdullah Bdullah : deux experts du kung-fu qui veulent s'approprier le cargo dans Kung-Fu Munster. Bruce Louis est le petit rat aux cheveux mauves, portant un justaucorps jaune à rayure noire et dont le nom parodie celui de Bruce Lee et Abdullah Bdullah est le grand muet ressemblant à Rapido et qui porte une perruque noire et un short rouge. Abdullah s'enfuira du cargo en hurlant après que Rapido a dégonflé sa perruque et Bruce déclara forfait après avoir vu Razmo contrôler les vapeurs du dragon d'or.
- La Loutre : c'est une loutre bleu mâle sans nom, obsédée par l'écologie. Elle causera de nombreux soucis aux deux héros (plus particulièrement à Rapido) pour leur manque de respect de la pollution. Elle ressemble à Oggy, personnage issue d'une autre célèbre série de Xilam : Oggy et les Cafards. Il sera finalement expulsé sur un autre cargo après une poursuite avec Svetlana.
- Gino, Gina et Pelpo : Gino un rat cyan italien qui vit sur un cargo vert avec sa femme Gina, une rate beige aux cheveux noirs, et son fils Pelpo, un rat blanc et roux avec des lunettes de soleil. Gino est un artiste, comme Razmo : de ce fait, il considère ce dernier comme un collègue. Gina est une excellente cuisinière, et elle en pince pour Rapido. Pelpo passe son temps à martyriser Razmo, par exemple en jouant au légume. Voyant qu'ils devenaient squatteurs, Rapido et Razmo décide de leur faire peur (d'abord avec un film retouché, puis en faisant semblant de se faire manger par un robot sculpté à l'image de Svetlana par Razmo). Effrayée, toute la famille rentre à la maison en détalant comme des lapins.
- Monsieur Dérat : Ce dératiseur déguisé en rat et employé au Syndicat des Exterminateurs fût engagé par le capitaine dans l'épisode 27 pour se débarrasser une bonne fois pour toutes de Razmo et Rapido. Maniaque et persévérant, il multiplie les pièges et les gadgets pour neutraliser les deux rats en vain. Il va jusqu'à placer des explosifs dans le cargo et menacer l'équipage quand ils sont venus lui dire de s'arrêter. Finalement, il finit par faire exploser le cargo en deux parties qui flotteront toujours et Svetlana l'enverra prendre des vacances bien méritées d'un coup de pied. Razmo et Rapido le prennent constamment pour une femme.
- Tomo : personnage central de l’épisode Tomo le sumo, c'est un bouledogue sumo introduit par Benny sur le navire dans le but de l'engraisser à son insu pour le manger. Il est accompagné par deux chiens serviteurs, plus petits que lui mais hargneux. Il est finalement expulsé dans un autre navire avec ses deux serviteurs après une course-poursuite avec Benny et un pseudo-combat avec un Razmo dans une tenue gonflable.

## Produits dérivés

### DVD
Deux DVD zone 2 de Ratz sont commercialisés en France contenant chacun huit épisodes. Le premier volume est commercialisé le 27 octobre 2004 et le deuxième volume est commercialisé le 3 novembre 2005.

### Albums
Un single intitulé Pas de panique à bord, distribué par Sony Music Entertainment, est commercialisé en janvier 2004. Celui-ci a été classé à la douzième place des classements musicaux dès la première semaine avec plus de 70 000 exemplaires vendus. Un album, intitulé À fond les bananes ! avec les voix d'Éric et Ramzy, distribué par Sony Music est commercialisé le 5 avril 2004 en France,. Le thème de l'émission Pas de panique à bord, du générique de début. Un clip vidéo de cet album d'une durée de 90 secondes a été diffusé sur France 2 et France 3, 5 fois par jour en avril.